# Židé v Rumunsku

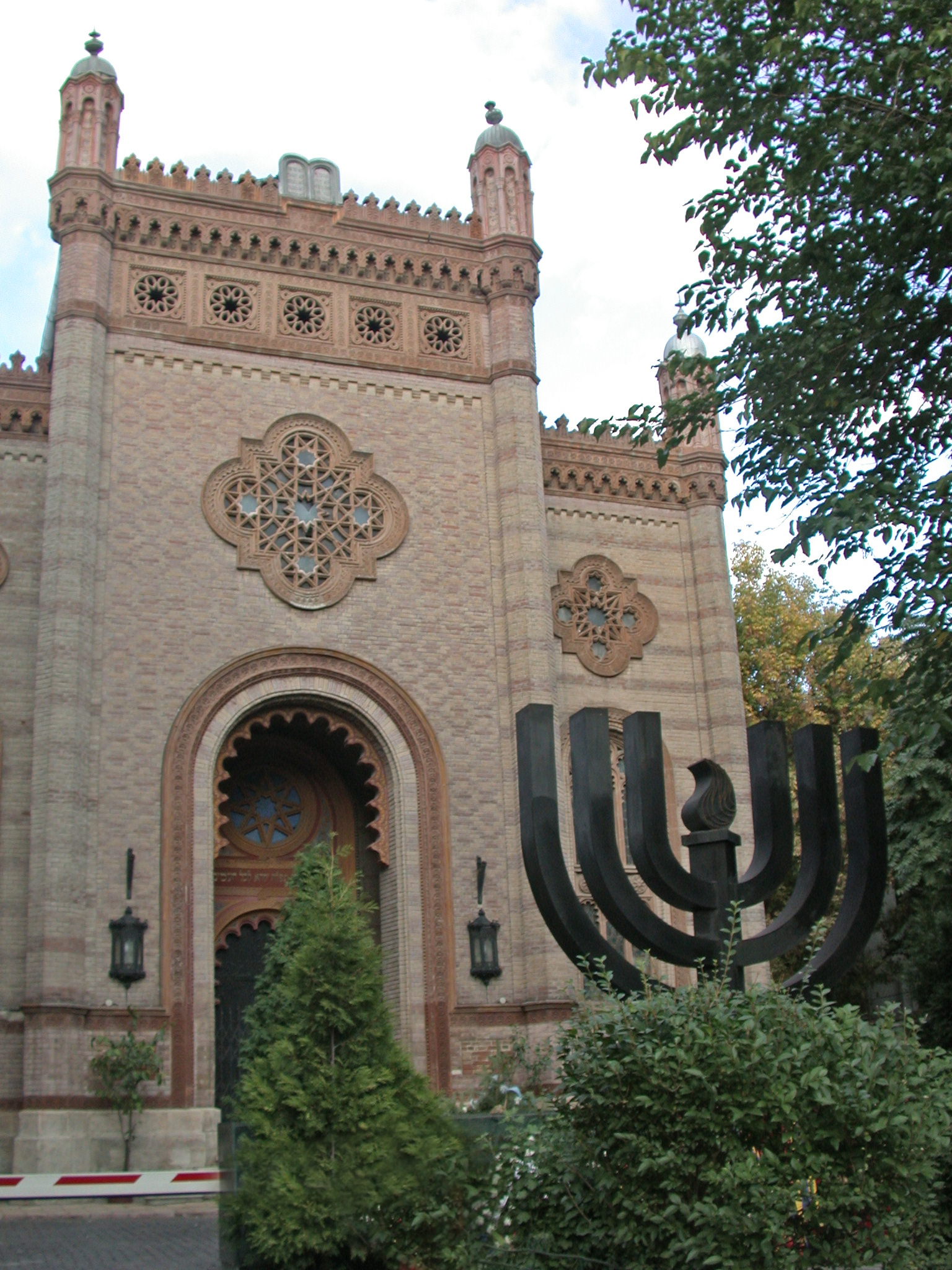
Bukurešťská synagoga

Židovská populace v Rumunsku se odhaduje na přibližně 15 500 Židů, z čehož zhruba polovina žije v Bukurešti a většina z nich je starších 60 let. Za války došlo v oblastech Besarábie, Bukovina a Sedmihradska k nejničivějším deportacím. Roku 1941 zde probíhaly brutální pogromy, při kterých byly masakrovány tisíce Židů. Rumunská židovská komunita je hlavně aškenázská a ortodoxní.